# Sassetta (peintre)
Pour les articles homonymes, voir Sassetta (homonymie).
Sassetta ou Il Sassetta né Stefano di Giovanni ou encore dénommé  Stefano di Giovanni di Consolo da Cortona (Sienne ou Cortone, 1392 – 1450 ou 1451) est un peintre toscan de la Renaissance italienne et une figure importante de l'école siennoise. Tout en travaillant dans la tradition siennoise, il a innové dans le style en introduisant des éléments dérivés du style gothique décoratif et du réalisme d'innovateurs florentins contemporains comme Masaccio.
Peintre reconnu et apprécié de ses contemporains, comme en témoignent les commandes de la cathédrale Santa Maria Assunta de Sienne, du Palazzo Pubblico et d'une porte d'accès à la ville, il est le maître de nombreux disciples. Négligée par les critiques d'art pendant de nombreuses années, il n'a été réévalué qu'au début du XXe siècle. En 1939, John Pope-Hennessy remarque comment l'artiste qui, est le plus connu des peintres italiens de son temps, avait été stigmatisé par Joseph Archer Crowe et Giovanni Battista Cavalcaselle. Aujourd'hui, il est considéré comme le plus grand représentant de la peinture siennoise de la première moitié du XVe siècle.

## Nom
Le nom Sassetta ne lui est associé, à tort, que depuis le XVIIIe siècle et, dans un premier temps, sous la forme d'un patronyme. Il est désormais généralement utilisé pour le désigner. On le retrouve pour la première fois dans des écrits de Giovanni Antonio Pecci  : Stefano Sassetta ; mais Pecci a probablement tiré ce nom d'une lecture erronée de documents. La signification de son surnom de Sassetta est donc obscure et n'est pas citée dans les documents de son époque.

## Biographie

### Jeunesse et formation
Sassetta est né à une date inconnue, probablement à Sienne, bien qu'il existe des hypothèses sur sa possible naissance à Cortone, comme le suggère l'apparition du nom de la ville à côté de celui de l'artiste dans de nombreux documents. Son père, Giovanni, s'appelle da Cartona, ce qui signifie peut-être que Cortone est sa ville natale. 
Il apparait pour la première fois dans la documentation à Sienne, en 1423. 
Sassetta se forme probablement aux côtés d'artistes comme de Paolo di Giovanni Fei, Benedetto di Bindo et Gregorio di Cecco, mais il a un style qui lui est propre.

### Premier ouvrage
Sa première œuvre certaine, qui porte à l'origine sa signature, est le polyptyque créé pour le Palazzo dell'Arte della Lana. Commandée en 1423 et terminée en 1426, il ne reste que quelques panneaux de cette œuvre composite dispersés dans divers musées, bien que beaucoup d'entre eux se trouvent à la Pinacothèque nationale de Sienne.
Les fragments restants permettent de voir un peintre très attaché à la tradition de l'école siennoise, en particulier à celles de Pietro et Ambrogio Lorenzetti, mais sensible aux expériences de la Renaissance florentine, certainement connue du peintre. Ainsi, dans la Prière de Saint Thomas de la Pinacothèque vaticane, une articulation complexe et unique d'espaces architecturaux vise également à transmettre l'austérité et la rigueur religieuse du saint, à travers le banc nu et le pupitre rendus en perspective. Les espaces de l'église sont très articulés dans la scène du Miracle Eucharistique où les figures sont également volumétriques. Même dans la Cène, les figures sont volumétriques et disposées selon une symétrie précise. Dans Saint Antoine frappé par les démons, la scène principale passe presque au second plan par rapport aux détails naturalistes du paysage et du ciel aux stries blanches, peut-être la première de toutes les peintures italiennes qui nous sont parvenues. Enfin, la scène de l' Exécution d'un hérétique montre, en plus de détails naturalistes précis, une expérimentation de mouvements et de positions humains et animaux qui rappelle celle mise en œuvre par Paolo Uccello. Ce sont autant d’éléments qui rappellent les innovations expérimentées par le milieu florentin de ces années-là.

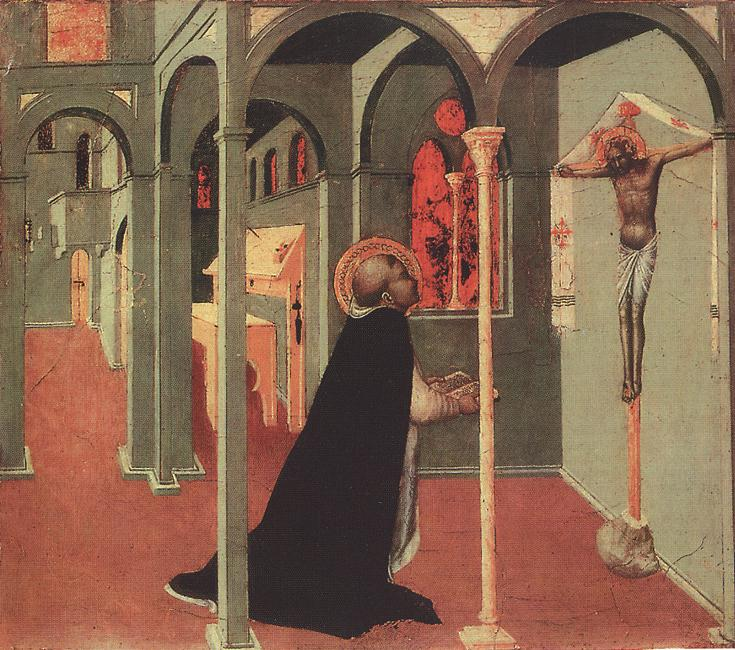
Prière de saint Thomas, pinacothèque Vaticane, panneau de la prédelle de la Maestà dell'Arte della Lana.
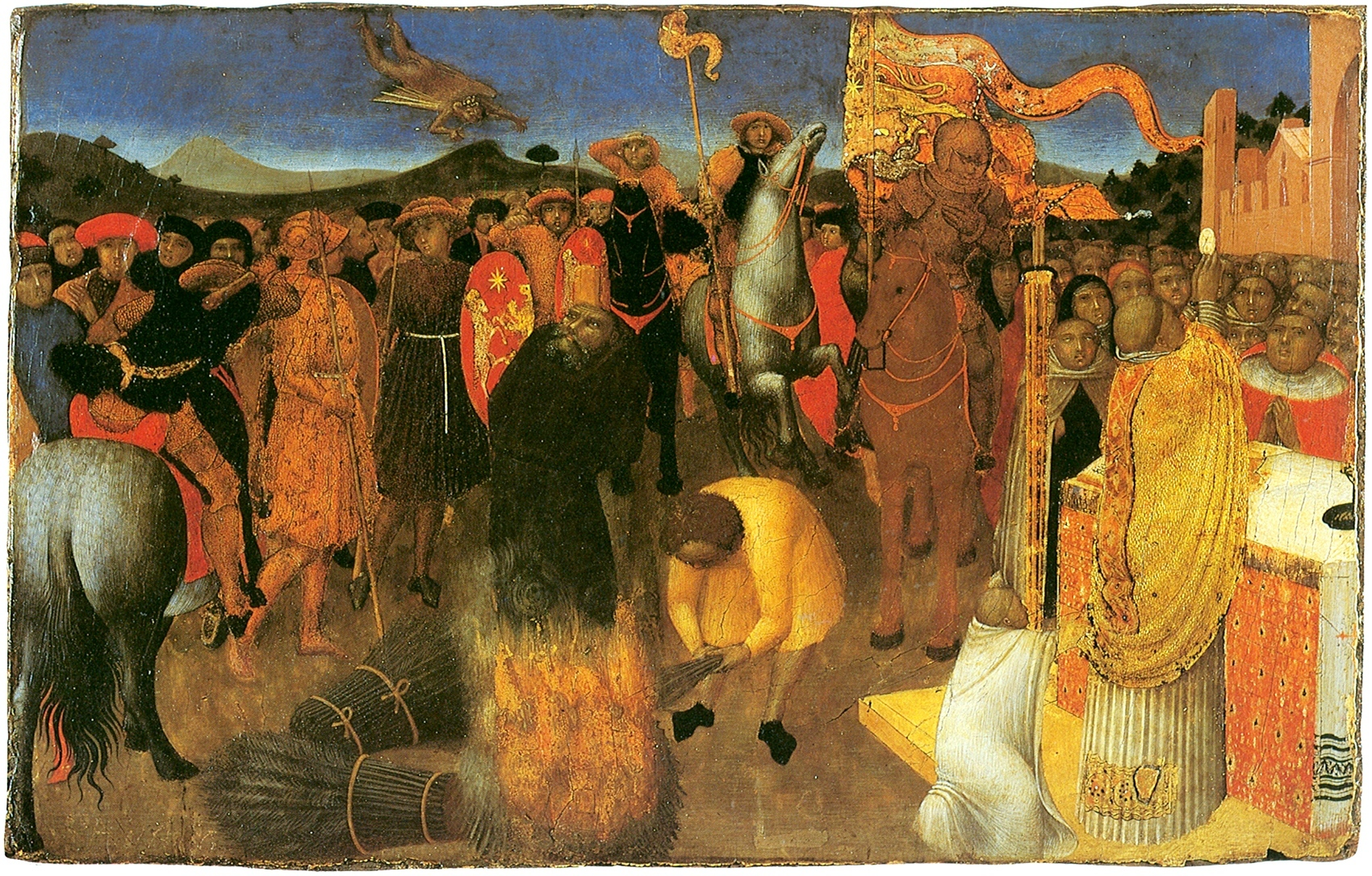
Exécution d'un hérétique, musée national du Victoria.
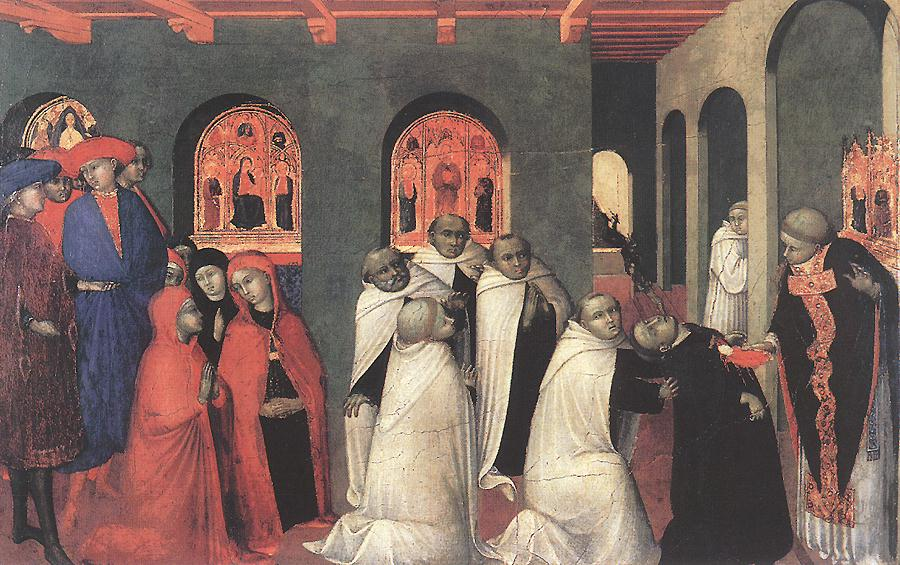
Miracle Eucharistique, Bowes Museum.

### LaVierge des neiges
Le retable de la Vierge des neiges (Madonna delle Nevi} commandé en 1430 pour l'autel de Saint-Boniface de la cathédrale de Sienne et achevé en 1432 selon les documents qui nous sont parvenus, est une de ses commandes prestigieuses et est considéré comme sa deuxième œuvre majeure, actuellement conservée à Florence entre la collection Contini Bonacossi au musée des Offices et le palais Pitti. 
Non seulement Sassetta y excelle à insuffler à ses personnages une lumière naturelle qui façonne leur forme de manière convaincante, mais il possède également une maîtrise étonnante des relations spatiales, créant ainsi un travail cohérent et impressionnant. Il montre ici une maturation vers un style plus équilibré et élégant. Les personnages sont élancés et ont des mouvements et des postures raffinés, mais une fois de plus l'œuvre trahit l'influence florentine dans la disposition étudiée des saints en demi-cercle dans l'espace, tandis que les positions des mains et des bras de Marie suivent cette disposition. La disposition des anges au-dessus, représentés d'en bas avec un étirement audacieux des bras pour couronner Marie, est une bizarrerie étrangère à la culture siennoise.

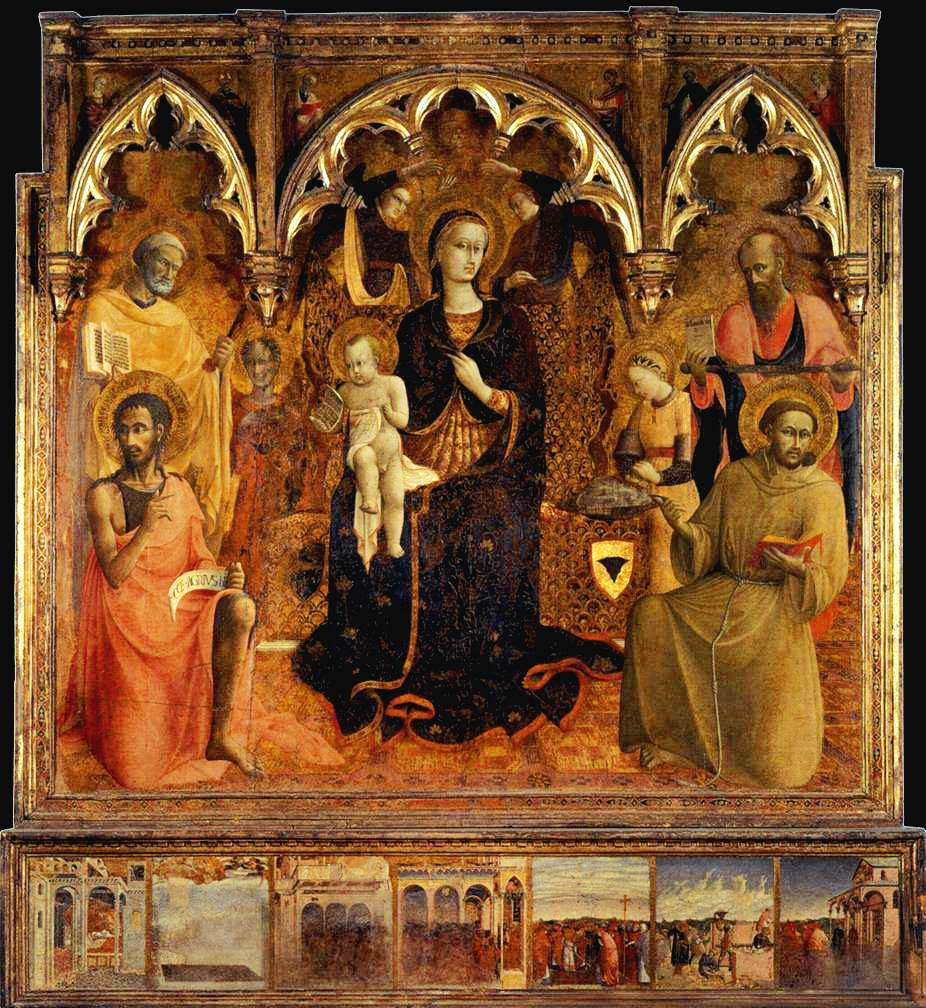
Retable au musée des Offices.
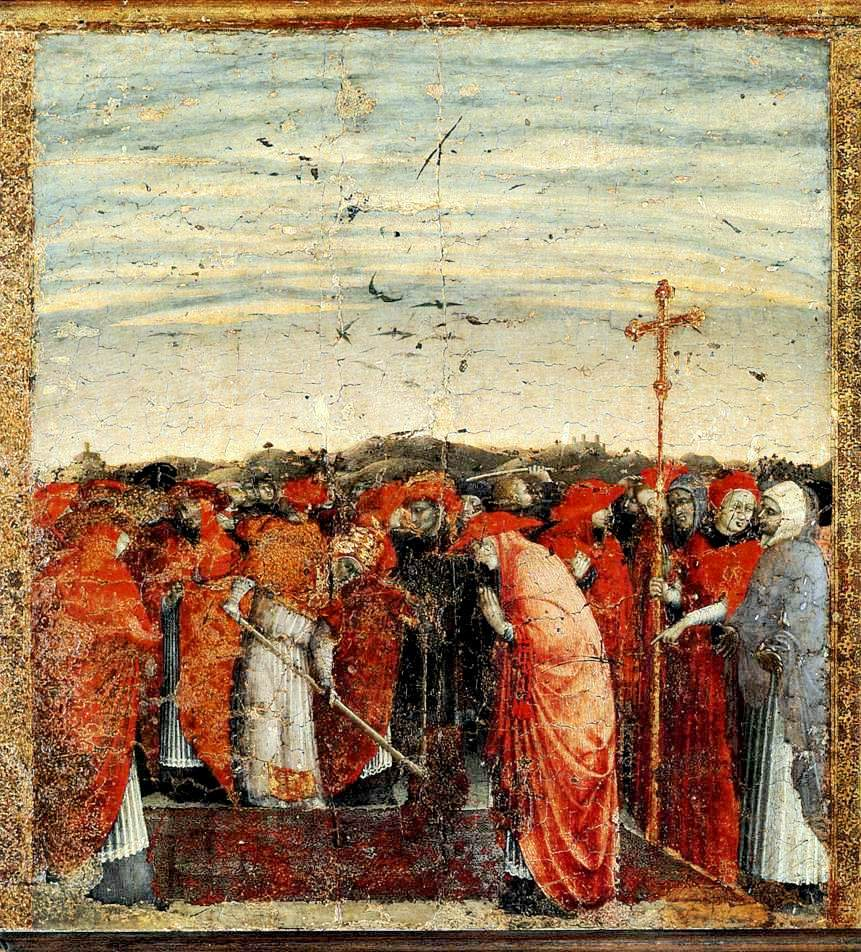
Prédelle au palais Pitti.

### À Sansepolcro
À partir de ce moment, sous l'influence gothique, son style accroît son caractère décoratif. Le polyptyque réalisé pour l'église San Domenico de Cortone (vers 1437) représente des scènes de la légende de saint Antoine abbé.
Son œuvre la plus importante est certainement le Retable de Borgo San Sepolcro, réalisé pour l'église de Saint-François de Sansepolcro entre 1437 et 1444. Il s'agit du plus grand retable du XVe siècle italien, composé de 48 tables disposées sur deux faces (peut-être plus de 50 si l'on suppose également la présence de piliers latéraux). Dispersés au XIXe siècle, environ la moitié d'entre eux ont été retrouvés. La Vierge en amjesté et quatre saints au recto correspondent à l' Extase de saint François et huit scènes de sa vie au verso. 
Dans ce retable, le style de l'artiste s'affine encore dans un sens gothique, les figures deviennent plus raffinées et les postures plus élégantes et aristocratiques, les décors lorenzettiens semblent dévier vers le style de Simone Martini, rencontrant la tradition siennoise réticente à s'adapter pour incorporer les nouveautés florentines. Même les expériences audacieuses de spatialité trouvées dans la Maestà des Offices, comme la disposition en demi-cercle des saints ou la représentation des anges d'en bas, ne sont plus présentes, même si l’œuvre entière et les scènes individuelles ne régressent pas dans le développement du sens de la profondeur.

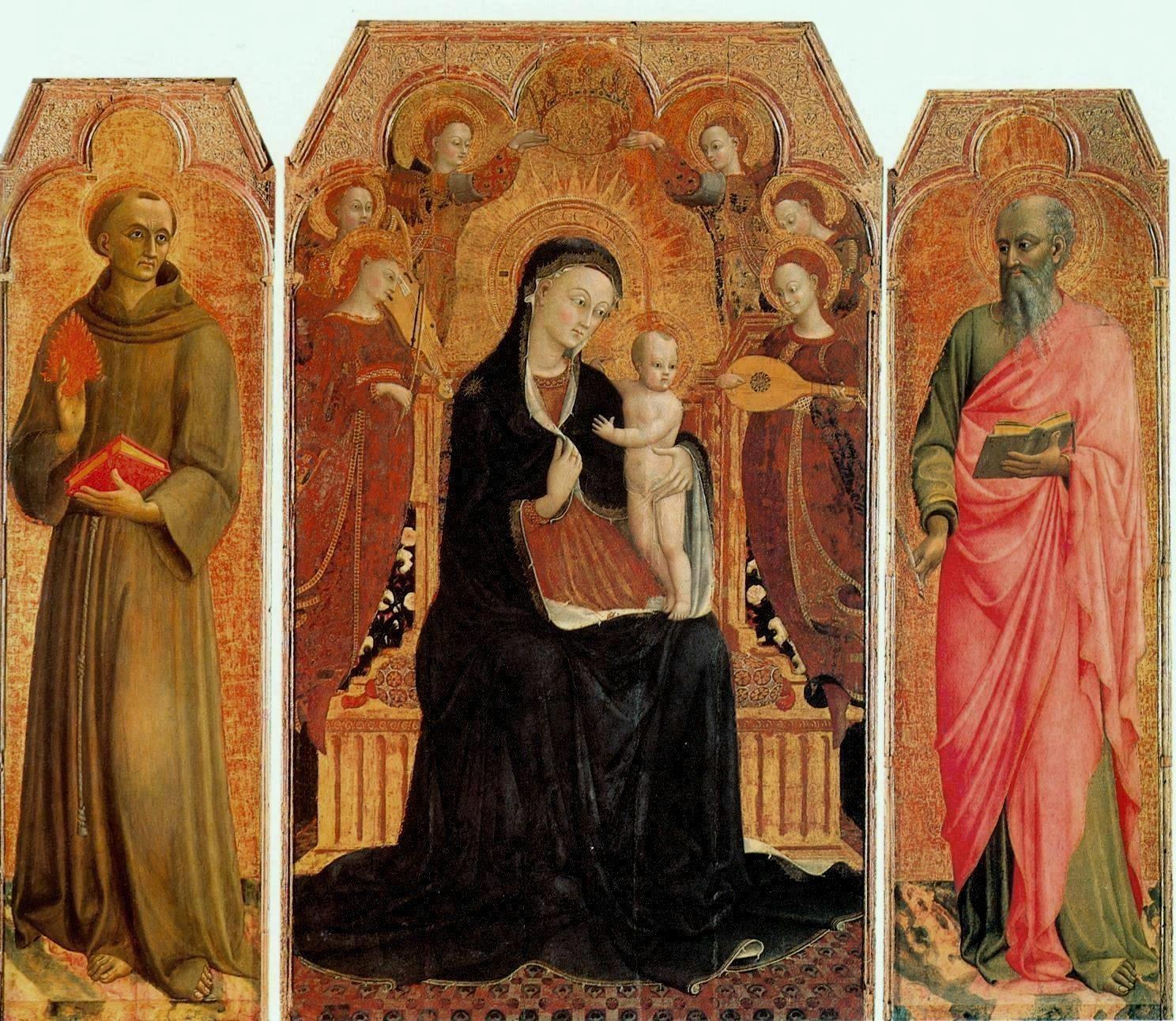
Polyptyque du Borgo San Sepolcro, face avant, Vierge à l'Enfant avec les saints Antoine de Padoue et Jean l'Évangéliste, 1437-1444, musée du Louvre, Paris.

### Nombreuses versions de laVierge de l'humilité

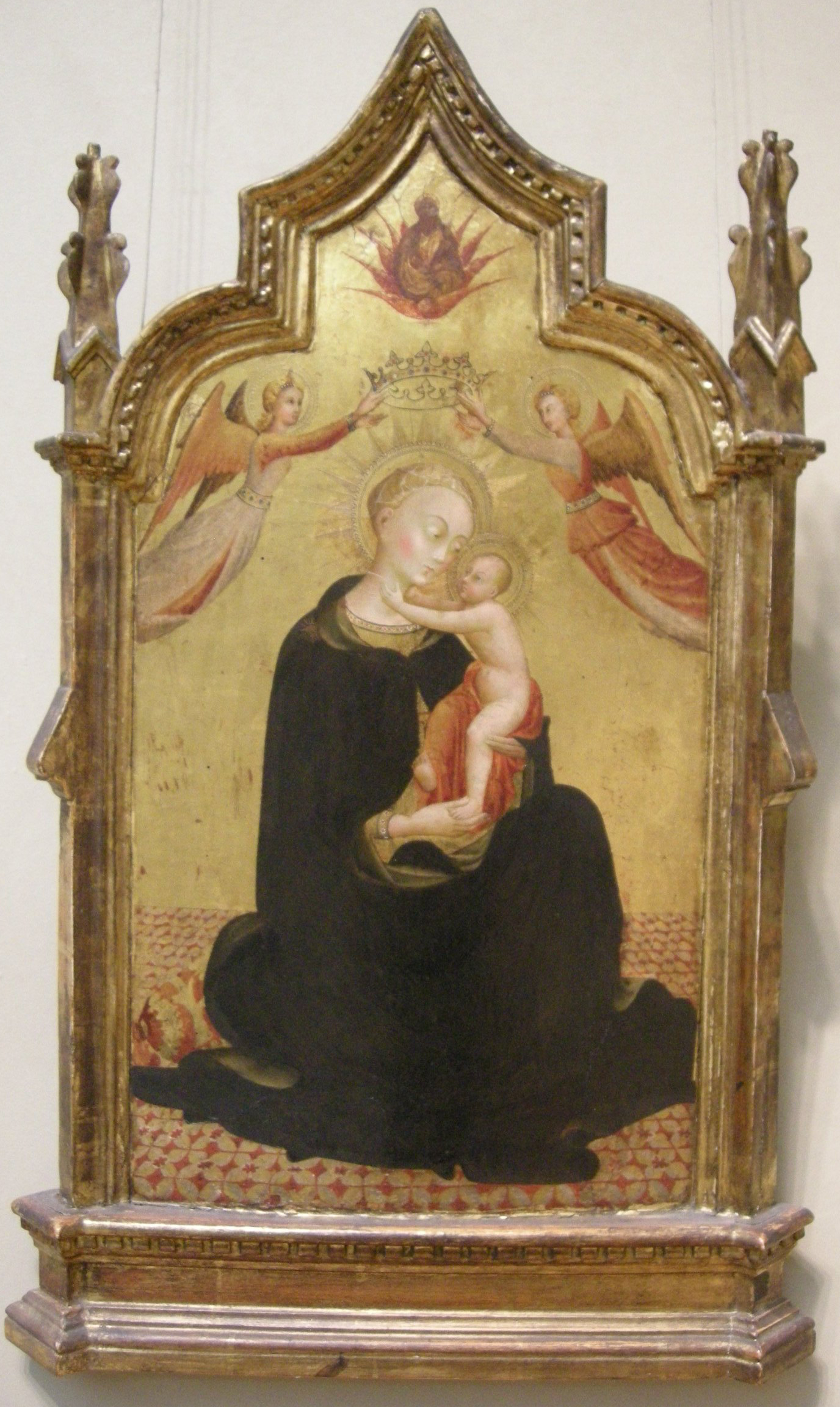
Vierge de l'humilité, 1445-1450, Metropolitan Museum of Art, New York.

Les nombreuses versions de la Vierge de l'humilité qui nous sont parvenues de l'artiste nous permettent, mieux que d'autres œuvres, d'apprécier son évolution stylistique.
Le panneau de la fondation Giorgio-Cini (vers 1430) présente une monumentalité volumétrique et figurative typique de l'art des frères Lorenzetti et attribuable à celui de la Madonna delle Nevi contemporaine. Les panneaux ultérieurs de la pinacothèque vaticane (1433) et du musée diocésain de Cortone (vers 1435) révèlent une délicatesse différente, sans pour autant trahir la monumentalité des premières œuvres de l'artiste. Avec les peintures de la National Gallery of Art (1435-1440), de la pinacothèque nationale de Sienne (1438), de Pittsburgh (vers 1440) et de la Galerie Strossmayer des maîtres anciens de Zagreb (vers 1440), les figures de la Vierge à l'Enfant s'élancent et s'effilent, puis prennent une grâce martinienne dans le panneau de Grosseto ( vers 1445), qui est probablement un fragment provenant d'une Vierge en majesté plutôt que d'une Vierge de l'humilité. Les deux versions ultérieures, conservées au Metropolitan Museum of Art et à la Gemäldegalerie (Berlin) (1445-1450), adoptent une abstraction figurative qui éloigne encore plus le style de l'artiste du naturalisme florentin, illustré par la forme ovoïde de la tête de la Vierge, la couleur pâle de son visage, avec des joues rouges, et la petite taille des anges.

### Mort
Il meurt  d'une pneumonie contractée alors qu'il réalise à la fresque l'Assomption sur la Porta Romana de Sienne. L'œuvre est achevée par son élève Sano di Pietro.
Francesco di Giorgio e di Lorenzo, mieux connu sous le nom de Vecchietta, aurait été son apprenti.

## Style

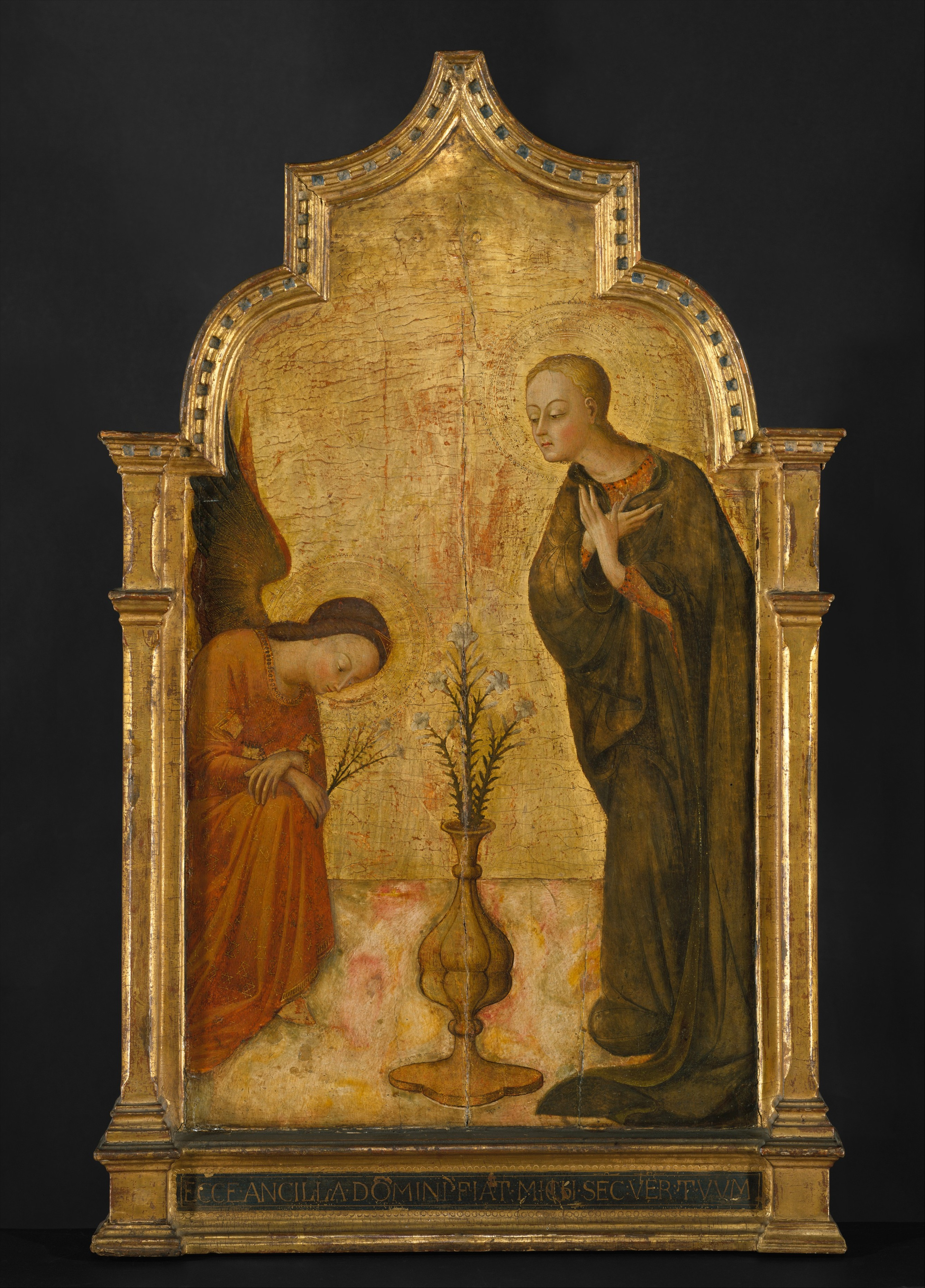
Annonciation, vers 1435, Metropolitan Museum of Art.

Sassetta atteint un haut niveau de raffinement technique et connaît les innovations artistiques de peintres talentueux de Florence tels que Gentile da Fabriano et Masolino. Son œuvre diffère du style gothique tardif de plusieurs de ses contemporains siennois, qui copient de manière stérile. Beaucoup considèrent la fusion par Sassetta d'éléments traditionnels et contemporains comme faisant partie intégrante du passage du style gothique au style Renaissance de la peinture à Sienne. 
Son style suspendu entre gothique et Renaissance se caractérise par les traits allongés des personnages et l'utilisation constante du fond doré. A l'encontre de la tendance de l'époque, il est ouvert aux impulsions de la culture lombarde et florentine.  Artiste ancré dans la tradition gothique siennoise, il se caractérise par une perspective et des intérêts naturalistes très remarquables, tant dans les scènes principales que dans les panneaux de prédelle, qui se sont développés pratiquement simultanément avec les œuvres de Masaccio et du premier Paolo Uccello à Florence, où il est probablement allé dans sa jeunesse. Il fait preuve d'une grande habileté dans la narration à travers sa peinture ainsi que dans la combinaison d'une palette de couleurs sophistiquée et de compositions rythmées. 
Ces expériences au sens de la Renaissance sont plus marquées dans les premiers stades de son activité, puis s'affaiblissent progressivement au fil des années, afin de ne pas trahir le style siennois qui avait encore Simone Martini comme principale référence. Pour cette raison, pour reprendre une expression chère à Roberto Longhi, Sassetta est peut-être le principal représentant de la « Renaissance ombragée » siennoise du début du XVe siècle , c'est-à-dire du style gothique siennois dans l'ombre de la Renaissance florentine. Ses audacieuses expérimentations de la Renaissance dans sa jeunesse témoignent d'un artiste capable, habile à intégrer la tradition siennoise aux innovations florentines, de manière mesurée, sans jamais éclipser la tradition stylistique de sa ville. C'est pour cette raison que Cesare Brandi décrit Sassetta comme un « siennois très minutieux, mais plein de pensées secrètes et d'infidélités mentales, qui ne dit pas tout ce qu'il sait, mais sait tout ce qu'il dit ». 
Au fil des années, Sassetta a consciemment voulu atténuer ses expérimentations, peut-être pour ne pas dédaigner les goûts d'une ville et d'une clientèle encore incapable d'accepter de devoir s'adapter au style de Florence, voisine et antagoniste.

## Controverse
Il existe une certaine controverse dans la communauté de l' histoire de l'art sur la question de savoir quels maîtres siennois sont directement responsables de quelles peintures. Des scènes de la vie de saint Antoine le Grand ont été remises en question comme étant l'œuvre propre de Sassetta, et des critiques tels que Donald Bruce estiment que des quasi-égaux, comme le maître Griselda, méritent également l'attention pour leurs réalisations artistiques de cette période.

## Liste des œuvres

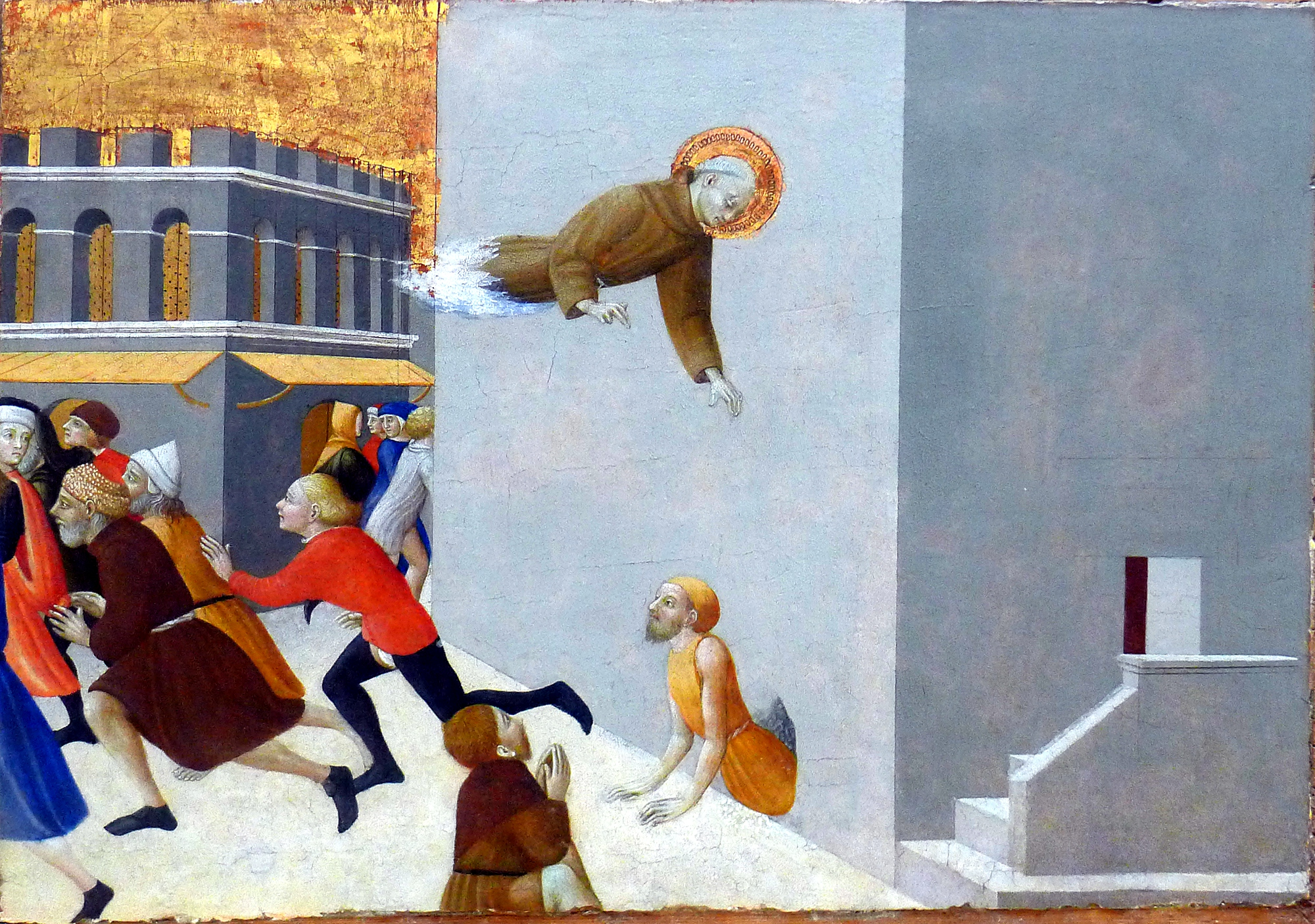
Le bienheureux Ranieri délivre les pauvres d'une prison de Florence.

- Madonne con Bambino, variations, Pinacothèque nationale de Sienne.
- Madone des cerises, Museo Archeologico e d’Arte della Maremma, Grosseto, collection d'art diocésain.
- La Vision de saint Thomas d'Aquin, (1423), cette peinture faisait partie d'un triptyque, aujourd'hui disparu, de l'église du Pèlerin à Sienne, peinture sur bois, 25 × 28,5 cm, musées du Vatican, Rome.
- Miracle du saint sacrement, v. 1425, détrempe sur panneau, fragment de prédelle, 27 × 41 cm, Bowes Museum, Barnard Castle[10].
- Saint Nicolas de Bari, v. 1430, musée du Louvre, Paris.
- La Rencontre de saint Antoine et de saint Paul de Thèbes , (~1440), tempera sur bois, National Gallery of Art, Washington, D.C.
- Le Voyage des rois mages (~1433-35), fragment d'un tableau avec l'Adoration des Mages, détrempe sur bois, 21,3 × 29 cm, Metropolitan Museum of Art, New York.
- Sainte Marguerite (~1435), National Gallery of Art, Washington, D.C.
- San Tommaso ispirato dalla colomba dello Spirito Santo, tempera sur bois, musée des beaux-arts de Budapest.
- Vierge et l'Enfant en majesté, avec quatre anges, saint Jean Baptiste, saint Pierre, saint François et saint Paul dite, La Madone des neiges, v. 1432, exécuté pour la chapelle San Boniface de la cathédrale de Sienne, galerie Palatine, Florence. Les scènes de la prédelle, illustrent la fondation de la basilique Sainte-Marie-Majeure de Rome au lendemain de la chute de neige du 5 août 356[11].
- Retable de Borgo San Sepolcro (1437-1444), polyptyque dispersé entre différents musées.
- Vierge d'humilité, après 1440, bois, 79,2 × 46 cm, collection Vittorio Cini, Venise[12].
- Vierge à l'Enfant avec des anges, 1445–50, tempera sur bois, 63,8 × 34,3 cm, Metropolitan Museum.
- Le bienheureux Ranieri délivre les pauvres d'une prison de Florence, huile sur bois, 43 x 63 cm, musée du Louvre.

### Documentaire
- Palettes, documentaire vidéo : Sassetta, polyptyque pour San Francesco à Borgo Sansepolcro, 30 min, 1999.